# Roman Daszczyński
Roman Daszczyński (ur. 14 stycznia 1967) − polski dziennikarz prasowy. 

## Życiorys
Absolwent politologii na Uniwersytecie Gdańskim. Debiutował w Gazecie Gdańskiej. Od 1996 był związany z Gazetą Wyborczą. Pracował też w Dzienniku Bałtyckim. 
W 1998 jako pierwszy ujawnił, że słupski kibic, 13-letni Przemek Czaja, zginął nie od zderzenia z ulicznym słupem, ale od policyjnej pałki. Rok później wyjaśnił kulisy śmierci trenera jeździectwa i byłego mistrza Polski juniorów w ujeżdżalni Adama Kwaśnego, który został zastrzelony na zlecenie brata wpływowego pomorskiego biznesmena. Trzykrotny laureat nagrody Grand Press: w 2004 (wraz z Krzysztofem Wójcikiem) za artykuł Studia prawa na lewo (w kategorii: news), w 2005 (również z Krzysztofem Wójcikiem) za artykuł Sąd się sprzedał (w kategorii: news) oraz w 2008 (wraz z Pawłem Wiejasem) za artykuł Grzech ukryty w kościele (w kategorii: dziennikarstwo śledcze). W 2005 i 2008 nominowany do nagrody im. Andrzeja Woyciechowskiego. 
W latach 2012–2013 współpracował z Tygodnikiem Powszechnym.
Od 2013 komentuje wydarzenia tygodnia w Radiu Gdańsk. Prowadzi również zajęcia z dziennikarstwa w Szkole Wyższej Psychologii Społecznej − wydział w Sopocie.
Od 2015 na zlecenie władz miasta Gdańska zajmował się zmianami w serwisie informacyjnym Urzędu Miejskiego. Następnie został redaktorem naczelnym portalu gdansk.pl.
Związany rodzinnie z Januszem Daszczyńskim.